# Brasão de Campinas
O Brasão de Campinas é um símbolo de Campinas, município do estado do São Paulo, Brasil.

## História
O símbolo foi oficializado em 30 de dezembro de 1889 e alterado em 6 de novembro de 1974. Ele é formado por um escudo tendo ao centro uma fênix, ave mitológica, que simboliza o renascimento. O escudo é encimado por uma coroa mural com torres, símbolo da emancipação política. À esquerda, está uma haste de cana-de-açúcar e à direita uma haste de café, plantas que formaram as primeiras fontes de renda de Campinas no início da sua história. Sob o escudo está uma faixa com a divisa em latim “Labore Virtute Civitas Floret” ou, em português, “No Trabalho e na Virtude a Cidade Floresce”.
É um dos mais antigos brasões do estado de São Paulo, antecedido apenas pelos de Santos e de Itanhaém.
A curiosidade no brasão de Campinas, é a fênix que domina quase todo espaço do escudo central. No final do século XIX uma série de epidemias de febre-amarela quase dizimou a população do município. Muitas pessoas emigraram, a cidade ficou desolada e a economia enfraqueceu. Gradualmente a epidemia foi sendo debelada e a vida voltou ao normal. Houve 3 versões do brasão.

## Erro de confecção
O brasão de Campinas possui um erro comum na heráldica municipal (também denominada “civil”) brasileira, a representação incorreta da peça conhecida como “coroa-mural” (a peça de cinco torres logo acima do escudo).
O erro está na utilização da cor vermelha (goles) nas portas das torres, em detrimento do correto, que seria preto (sable). Não se utiliza de forma alguma cor vermelha como a que está representada no atual desenho. É uma simples “licença artística”, adotada, sugerindo portas abertas, sinal de espírito acolhedor do cidadão do município. Nem mesmo essa orientação é correta, pois a representação de portas abertas em heráldica é branco, e não vermelha.
Na peça coroa-mural é somente utilizado o preto, símbolo de portas “fechadas”. Nenhuma outra cor é correta, valendo tal orientação para qualquer outro município brasileiro.

## Evolução

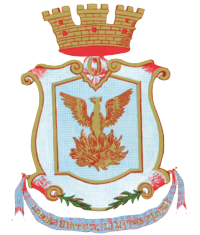
Primeira versão do brasão de Campinas (1889)
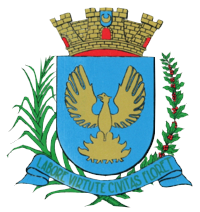
Segunda versão do brasão de Campinas (1937)
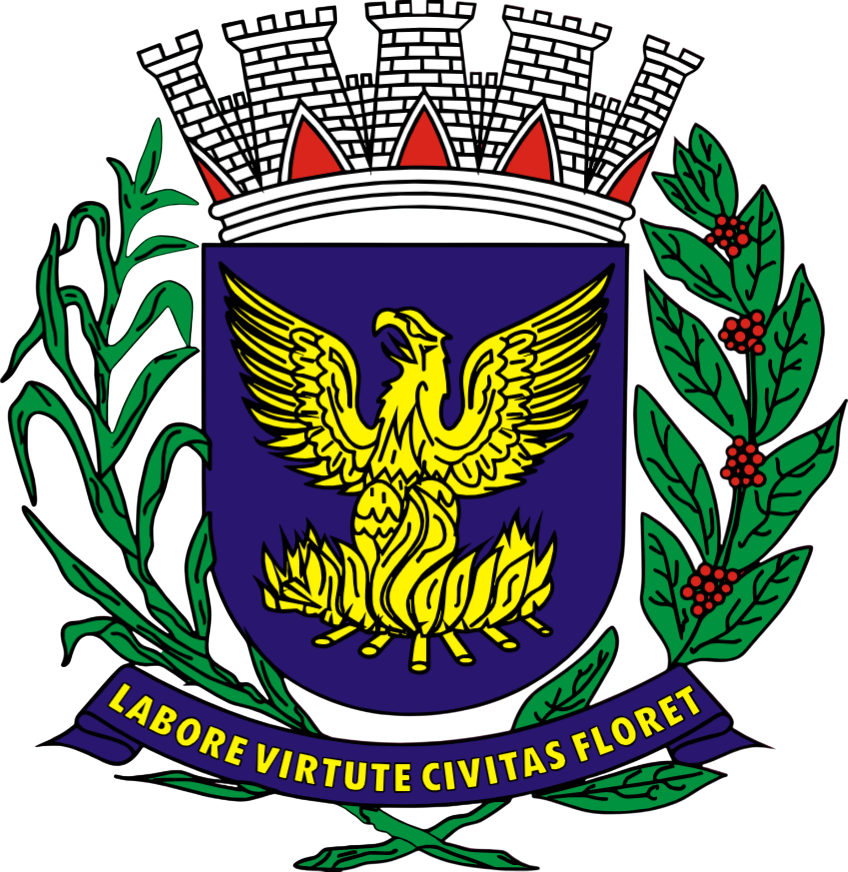
Terceira versão do brasão de armas